# 帕尔多斯
帕尔多斯，是西班牙卡斯蒂利亚-拉曼恰瓜达拉哈拉省的一个市镇。总面积23平方公里，总人口66人（2001年），人口密度3人/平方公里。